# Marketing esportivo

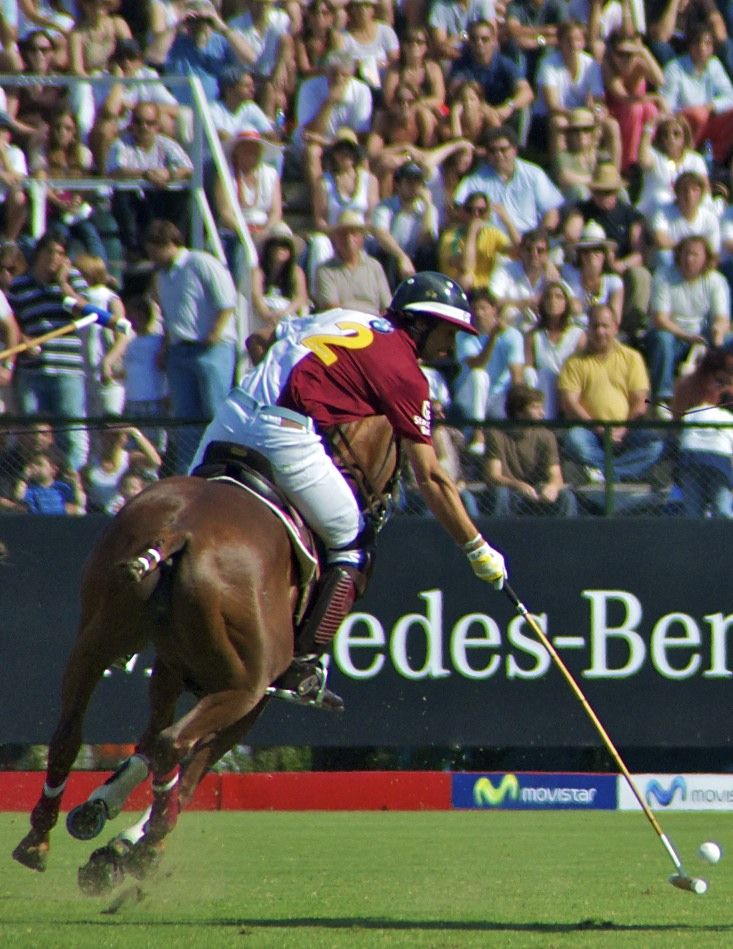
Marketing esportivo

Marketing esportivo, segundo Sgobi (2006), é a utilização do esporte como ferramenta de comunicação corporativa ou institucional.
Segundo Pitts & Stotlar (2006), "Marketing Esportivo é o processo de elaborar e implementar atividades de produção, formatação de preço, promoção e distribuição de um produto esportivo para satisfazer as necessidades ou desejos de consumidores e realizar os objetivos da empresa".
Para Contursi (1996), o Marketing Esportivo abrange o marketing do esporte e o marketing através do esporte. Marketing do esporte: marketing desenvolvido dentro das instituições esportivas, que inclui produtos e serviços esportivos. Exemplos: academias, clubes, corridas, basquete, futebol. Marketing através do esporte: atividades ou produtos que fazem o uso do esporte como veículo promocional ou de comunicação. Exemplos: patrocínio esportivo, ações de ativação, produtos licenciados.
O marketing esportivo refere-se à aplicação específica dos princípios e processos do marketing a produtos de esporte (times, ligas, eventos, etc.).
É uma nova área de marketing que atua dentro da indústria do esporte, movimentando bilhões em todo o mundo. Para se ter uma ideia a Copa do Mundo da África tinha uma estimativa de gerar algo perto de US$ 3,3 Bilhões de receita.
É o uso da publicidade e propaganda aplicado as peculiaridades dos esportes. Essas peculiaridades referem-se ao esporte como fonte de entretenimento, onde a paixão e a emoção estão à todo momento em jogo, possibilitando maior aceitação de possíveis ações de marketing, já que inicialmente aquele momento é de diversão.
Além disso, por muitas vezes envolver amor por uma nacionalidade, clube ou atleta, o marketing esportivo liga-se diretamente aos torcedores nos momentos de conquistas. Por outro lado, os fatores negativos que seleções, clubes ou atletas podem causar também devem ser levados em conta.

## No Brasil
Segundo pesquisa da USP de 2002, a indústria do esporte emprega mais de 300 mil pessoas no Brasil, movimenta R$ 25 bilhões por ano e cresce 12,34% ao ano.
O primeiro evento esportivo oficial do Brasil, a ser patrocinado exclusivamente pela iniciativa privada, foi o Campeonato Brasileiro de Futebol de 1987, denominado Copa União, organizado pelo Clube dos 13. Os patrocinadores foram: Rede Globo, Coca Cola, Varig, Editora Abril e Dover Indústria de Plásticos. O projeto foi desenvolvido por João Henrique Areias, então VP de Marketing do Flamengo, que o comercializou juntamente com Celso Grellet, diretor de marketing do São Paulo. Este é um dos cases do livro Uma Bela Jogada - 20 anos de Marketing Esportivo, lançado por Areias em 2007.
Os patrocínios aos uniformes dos clubes do futebol brasileiro somaram R$ 330 milhões em 2011, conforme estudo realizado pela Global Sports Network (GSN)

## Entidades de fomento e pesquisa
- Instituto Brasileiro de Marketing Esportivo - IBME: Criado no ano de 2006, o IBME tem por objetivos promover o desenvolvimento do marketing esportivo no Brasil, realizando ações como a organização de eventos, pesquisas e o engajamento entre os profissionais da área. A entidade organiza anualmente, em Florianópolis, o Encontro Nacional de Marketing Esportivo, que reúne profissionais de todo o pais para debater as principais do marketing esportivo.
- Sociedade Brasileira de Gestão e Marketing Esportivo - SBGME[5]